# Ункас
Ункас (англ. Uncas; 1588 — 1683) — сахем мохеганов, вставший на сторону англичан во время колонизации ими Северной Америки. Как союзник английских колонистов, он сыграл важную роль в завоевании ими Новой Англии. Его племя поддержало англичан во время Пекотской войны и Войны Короля Филипа.

## Биография
Ункас родился примерно в 1588 году в долине реки Темс на территории современного американского штата Коннектикут, в семье вождя мохеганов Ованеко. Начало 1600-х годов стало критическим временем перемен для племён Новой Англии. Массовая миграция англичан привела к конкуренции за землю и ресурсы, в то время как евразийские эпидемии с пугающей скоростью уничтожали коренные народы. В 1626 году Ованеко устроил брак Ункаса с дочерью вождя пекотов Татобемой, чтобы заключить с ними союз. Ованеко умер вскоре после этого брака, и Ункасу пришлось подчиниться Татобеме. В 1633 году голландские колонисты убили Татобему, и его приемником стал Сассакус, вождь пекотов. В результате этих событий мохеганы стали зависимы от пекотов и подчинялись их вождю. Ункас отказался служить Сассакусу и между мохеганами и пекотами началась вражда.
В 1636 году между пекотами и англичанами начался конфликт и Ункас со своими воинами встал на сторону европейцев. 26 мая 1637 года англичане, вместе с союзными мохеганами и наррагансеттами, атаковали укреплённую деревню пекотов на реке Мистик. Нападавшие убили почти всех жителей деревни и полностью сожгли её. Вести о резне пекотов быстро распространились по всему региону и некоторые вожди местных племён решили установить добрососедские отношения с колонистами. Пекоты были  деморализованы бойней, а Ункас укрепил союз с англичанами и усилил свё влияние. Сассакус смог собрать около 300 воинов и решил уйти на запад. Англичане и мохеганы преследовали его отряд и 14 июля настигли Сассакуса на побережье пролива Лонг-Айленд. Последовал бой в болотистой местности, в результате которого большинство пекотов были убиты или захвачены в плен.
После победы над пекотами среди союзников возникла напряжённость. Несмотря на своё тяжёлое положение, некоторые пекоты продолжали жить независимо вдоль реки Темс. Англичане нашли полезным восстановить в правах несколько общин пекотов, главным образом с тем, чтобы противостоять потенциальной угрозе со стороны амбициозного Ункаса. Когда сахем мохеганов попытался заставить эти общины стать частью его племени, выжившие вожди пекотов пожаловались на это властям Конфедерации Новой Англии, и те предоставили племени две резервации. Напряжённость между наррагансеттами и Конфедерацией Новой Англии перешла в открытый конфликт, когда это племя вступило в столкновение с Ункасом и его мохеганами. Воины Ункаса разбили военный отряд наррагансеттов и захватили в плен  вождя Миантономо, которого доставили в Бостон. Англичане санкционировали казнь вождя наррагансеттов, которого убил сам Ункас, и обещали защиту мохеганам от возможной мести соседей. 
Когда началась Война Короля Филипа Ункас вновь поддержал колонистов и выступил против мятежных индейцев. В сражении на Великой топи сахем руководил своими воинами и помог англичанам добиться победы. В последующих боях мохеганов возглавлял сын Ункаса — Онеко. После окончания войны Ункас укрепил свои позиции, сделав мохеганов самым влиятельным племенем на юге Новой Англии. Он умер в 1683 году на территории округа Нью-Лондон.   